# Дом Роммельянс
Дом Роммельянс (нем. Haus Rommeljans или нем. Haus Romilian) — рыцарское поместье, расположенное в ганзейском городе Ратинген (земля Северный Рейн-Вестфалия); впервые упоминается в документах за 1517 год — между 1551 и 1555 годами местные лорды расширили его до укрепленного рыцарского замка со рвом и башней; является памятником архитектуры с 31 мая 1985 года.

## История и описание
Дом Роммельянс в Ратингене являлся феодальным поместьем, свободным от многих податей (так называемый «Sattelhof» или «Zedelhof»); дом впервые упоминается в документах (в реестре) за 1517 год. Между 1551 и 1555 годами местные лорды расширили здание — оно стало полноценным замком со рвом и башней. В 1555 году Герман фон Бюер (Hermann von Buer) внёс дом Роммельянса в список рыцарских поместий; оно оставалось в собственности аристократической семьи Бюер до 1758 года. Затем дом перешёл наследникам рода и менял хозяев вплоть до середины XIX века. 31 мая 1985 года бывшее поместье было внесено в список памятников архитектуры города Ратинген, а в 1999 году — капитально отремонтировано и отреставрировано. Сегодня здание, окружённое рододендронами и азалиями, располагается на территории гольф-клуба «Düsseldorfer Golf-Club», основанного в 1961 году.